# Pazifischer Feuerring

Karte des Pazifischen Feuerrings

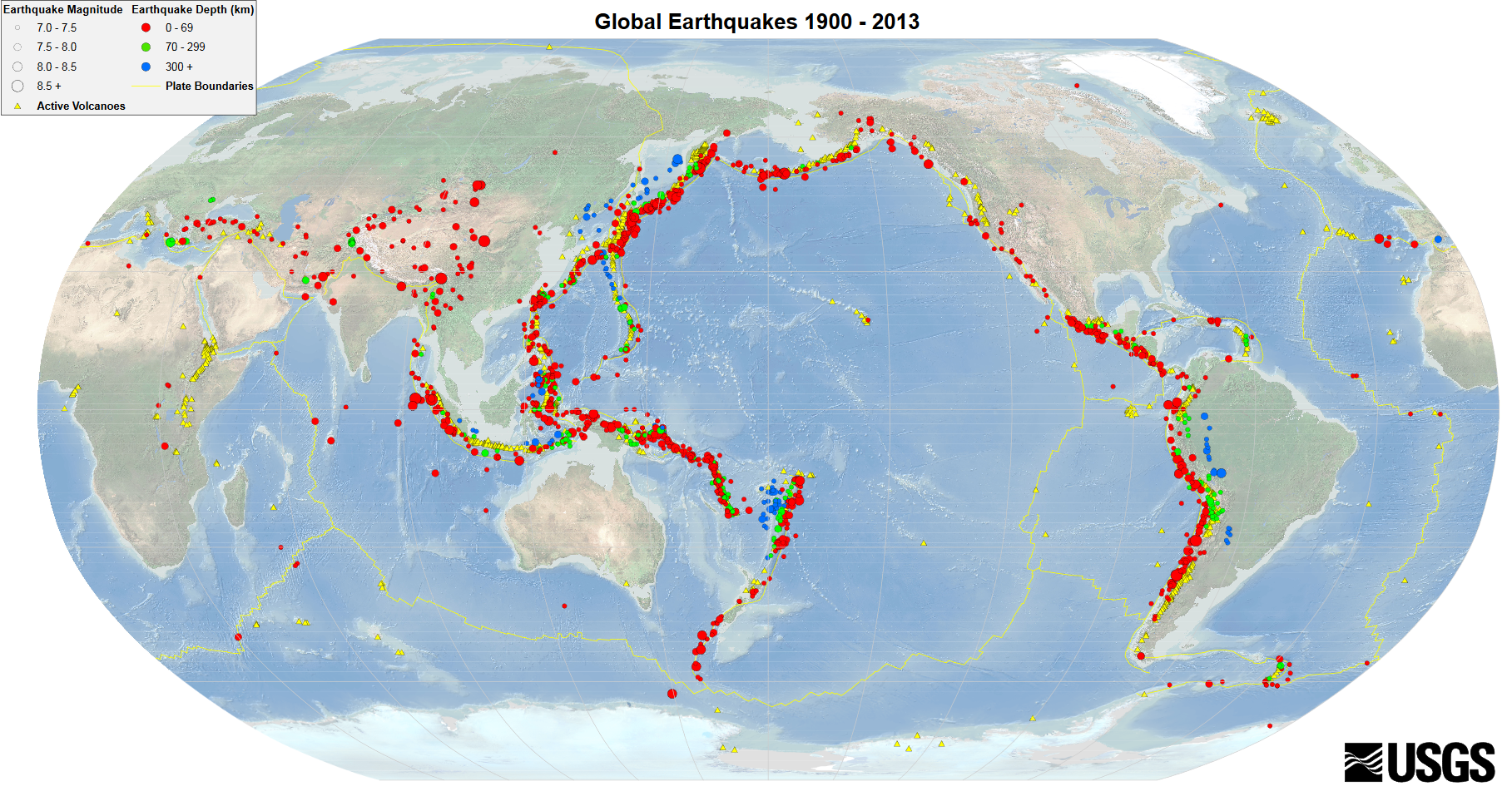
Erdbeben weltweit (1900–2013)
- Erdbeben der Stärke ≥ 7.0 (Tiefe 0–69 km)
- Aktive Vulkane

Als Pazifischer Feuerring (auch zirkumpazifischer Feuergürtel oder zirkumpazifischer Feuerring) wird ein Vulkangürtel bezeichnet, der den Pazifischen Ozean von drei Seiten umgibt. Etwa zwei Drittel aller Vulkanausbrüche des Holozäns und ca. 90 % der weltweiten Erdbeben gehen auf dieses Gebiet zurück.

## Geographie

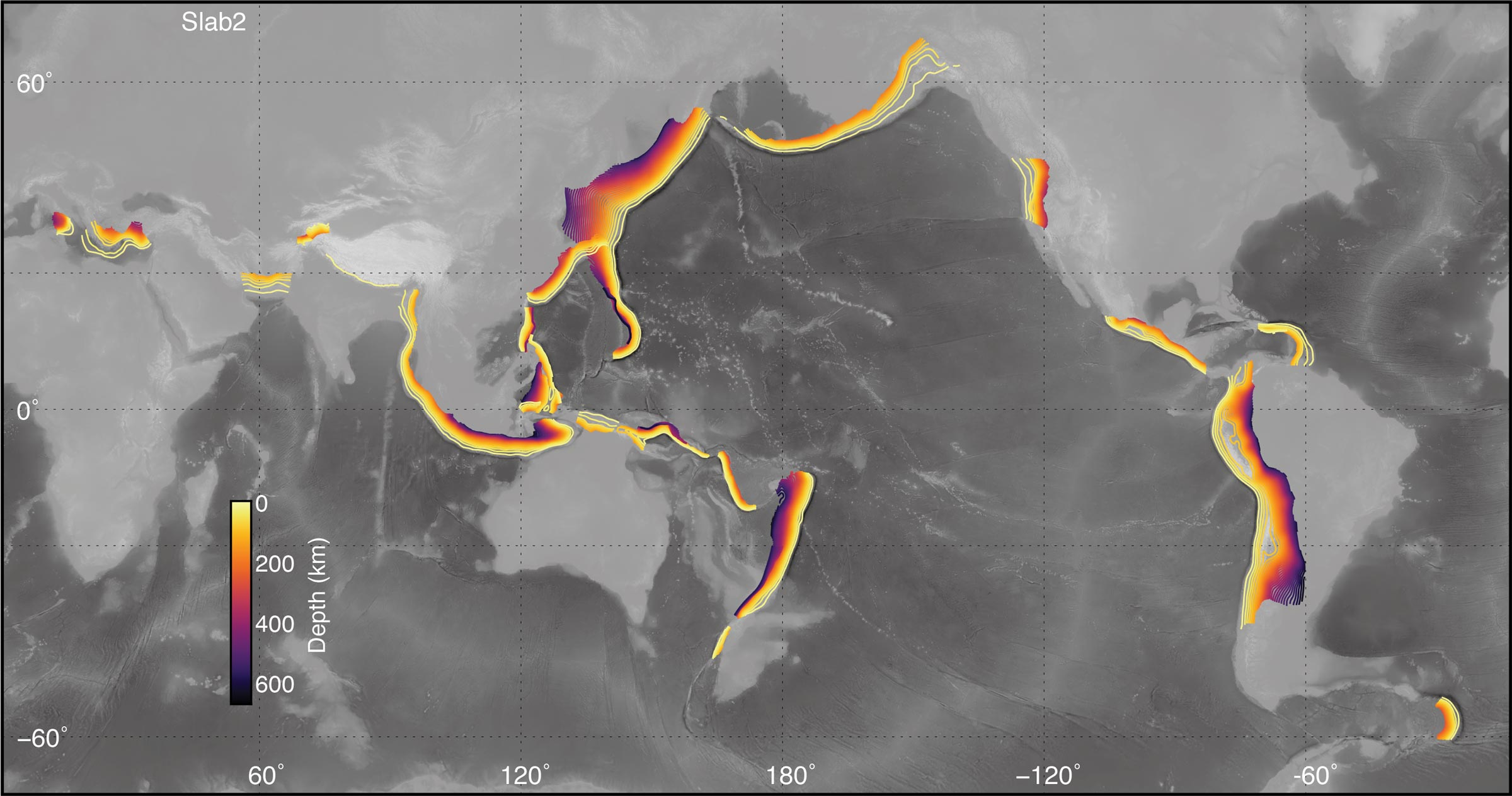
Weltkarte der Subduktionszonen eingefärbt nach Tiefe

### Beschreibung
Der Pazifische Feuerring umgibt den Pazifik als hufeisenförmiger Gürtel von etwa 40.000 km Länge und bis zu 500 km Breite.
Der Feuerring umfasst die Pazifikküsten Südamerikas, Nordamerikas und Kamtschatkas sowie einige Inseln im westlichen Pazifik. Dabei zieht er sich im Osten von der Südspitze Südamerikas über die Anden und den Westrand Mittel- und Nordamerikas, mit unter anderem dem Kaskadengebirge. Im Norden und Westen verläuft er entlang einer Reihe von Inselbögen und kontinentalen Vulkanbögen, angefangen bei den Aleuten weiter über Kamtschatka und die Kurilen, die japanischen Hauptinseln und die Ryūkyū-Inseln, sowie die Marianen, die Philippinen, Neuguinea, die Salomonen und die Neuen Hebriden bis hin zur Nordinsel Neuseelands mit der Taupō Volcanic Zone.

### Begrenzung
Die Zugehörigkeit einiger Regionen zum Pazifischen Feuerring ist umstritten. So liegt Indonesien am Schnittpunkt des Feuerrings und des Alpidischen Gebirgsgürtels (andere sehr lange subduktionsbedingte Vulkan- und Erdbebenzone der Erde, die von Ost nach West durch Südasien und Südeuropa verläuft). Daher schließen einige Geologen ganz Indonesien in den Feuerring ein; viele Geologen schließen die westlichen Inseln Indonesiens jedoch aus (die sie in den Alpidischen-Gürtel einschließen).
Einige Geologen schließen die Antarktische Halbinsel und die Südshetlandinseln in den Feuerring ein, andere Geologen schließen diese Gebiete aus. Der Rest der Antarktis ist ausgeschlossen, da der Vulkanismus dort nicht mit der Subduktion zusammenhängt.
Der Feuerring erstreckt sich nicht durch den südlichen Pazifischen Ozean zwischen Neuseeland und der Antarktischen Halbinsel oder der Südspitze Südamerikas, da die submarinen Plattengrenzen in diesem Teil des Pazifischen Ozeans (dem Pazifisch-Antarktischen Rücken, dem Ostpazifischen Rücken und dem Chile-Rücken) divergieren statt konvergieren. Obwohl in dieser Region etwas Vulkanismus auftritt, steht dies nicht im Zusammenhang mit der Subduktion.
Einige Geologen schließen die Izu-Inseln, die Bonin-Inseln und die Marianen ein, andere Geologen schließen diese aus.

## Geologie

### Ursachen
Der Feuerring ist ein direktes Ergebnis der Plattentektonik: insbesondere der Bewegung, Kollision und Zerstörung lithosphärischer Platten unter und um den Pazifischen Ozean. Die Kollisionen haben eine fast kontinuierliche Serie von Subduktionszonen an den Rändern des Pazifikbeckens geschaffen. An diesen tauchen die pazifischen Lithosphärenplatten mit ozeanischer Kruste (Pazifische Platte, Juan-de-Fuca-Platte, Cocos-Platte, Nazca-Platte) unter mehrere andere Lithosphärenplatten mit entweder ozeanischer oder kontinentaler Kruste ab. In größerer Tiefe wird durch Druck und Hitze das im Krustengestein gebundene Wasser frei und setzt den Schmelzpunkt des Gesteins des Oberen Erdmantels (Asthenosphäre) herab, wodurch dieses teilweise aufschmilzt. Das entstandene Magma steigt auf, differenziert sich und erzeugt einen typischen, meist explosiven Vulkanismus. Spannungen, die sich infolge der Subduktion in der Erdkruste aufbauen, entladen sich in Form z. T. sehr schwerer Erdbeben.
Der Feuerring existiert seit mehr als 35 Millionen Jahren, wenn auch in einigen Teilen des Feuerrings die Subduktion schon deutlich länger besteht.

### Aktivität
Der Feuerring schließt ungefähr 850–1.000 Vulkane ein, die während der letzten 11.700 Jahre (Holozän) aktiv waren, was in etwa zwei Drittel der weltweiten Gesamtanzahl darstellt. Ebenso fanden die vier größten Vulkanausbrüche des Holozäns im Feuerring statt.
Etwa 76 % der seismischen Energie der Erde werden als Erdbeben im Feuerring freigesetzt. Etwa 90 % der Erdbeben auf der Erde und etwa 81 % der größten Erdbeben der Welt ereignen sich entlang des Feuerrings.